# Infraestruturas de Portugal
A Infraestruturas de Portugal, S.A. (IP) é a empresa pública que resulta da fusão entre a REFER, Rede Ferroviária Nacional, e a EP, Estradas de Portugal, empresas destinadas a gerir e administrar as infraestruturas ferroviárias e rodoviárias em Portugal, respectivamente.

## Caracterização

### Estradas de Portugal
A Estradas de Portugal, S.A., abreviada Estradas de Portugal ou EP, foi uma sociedade anónima de capitais exclusivamente públicos criada a 21 de Dezembro de 2004, como EP - Estradas de Portugal, EPE, para se ocupar da administração das rodovias em Portugal.
Sucedeu à JAE - Junta Autónoma das Estradas, fundada a 20 de Julho de 1927, e ao IEP - Instituto das Estradas de Portugal, criado a 25 de Junho de 1999.
Através do Decreto-Lei nº 91/2015, de 29 de maio, foi determinada a sua extinção e incorporação, por fusão, na REFER - Rede Ferroviária Nacional, que passou a designar-se Infraestruturas de Portugal, SA.
A EP atuava nas áreas de financiamento, conservação, exploração, requalificação e o alargamentos da Rede Rodoviária Nacional.
Trabalhava ainda nas seguintes vertentes;
- Gestão da Ponte 25 de Abril em articulação com a REFER e a Lusoponte;
- Concessionárias e subconcessionárias de infraestruturas rodoviárias;
- Limpa-neves nas estradas sujeitas a queda de neve e formação de gelo;

### Rede Ferroviária Nacional
A Rede Ferroviária Nacional, abreviada REFER, EP foi criada em 1997, pelo Decreto-Lei n.º 104/97, de 29 de Abril, como empresa pública responsável pela prestação do serviço público de gestão, renovação, construção e conservação da infraestrutura integrante da rede ferroviária nacional. Foi criada a partir da transferência para a REFER da Direcção Geral de Engenharia e Investimentos, da Divisão de Aprovisionamentos, e da Direcção Geral de Gestão e Infraestruturas da empresa Caminhos de Ferro Portugueses, E.P., e dos seus cerca de 2000 trabalhadores dessas áreas.
Em 22 de julho de 2008, o Decreto-Lei nº 141/2008 altera a denominação para Rede Ferroviária Nacional - REFER, EPE (Entidade Pública Empresarial) e introduz alterações aos seus estatutos, procedendo à sua republicação.
A REFER não podia, porém, explorar quaisquer serviços ferroviários, de forma a manter uma total isenção relativamente aos diversos operadores ferroviários, assegurando uma melhor harmonização com as iniciativas privadas nesta área.
A REFER estava sujeita à tutela dos ministros responsáveis pela área das finanças e pelo sector dos transportes.
Através das disposições do Orçamento de Estado de 2011 a empresa Rede Ferroviária de Alta Velocidade, S.A., abreviada RAVE, responsável pelo desenvolvimento e coordenação dos trabalhos e estudos para a criação de uma rede ferroviária de alta velocidade, foi extinta e integrada na REFER.
Através do Decreto-Lei nº 91/2015, de 29 de maio, com efeitos a partir de 1 de junho de 2015, a REFER incorporou, por fusão, a Estradas de Portugal (EP), convertendo-se em sociedade anónima (S.A.) e passando a designar-se Infraestruturas de Portugal, S.A..

### Presidentes do Conselho de Administração

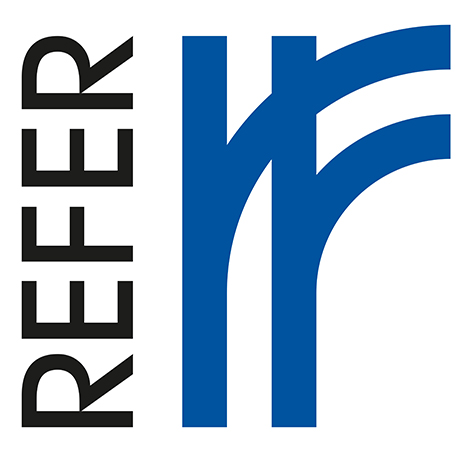
Logotipo da REFER

| Titular                          | Mandato                                      | Empresa |
| -------------------------------- | -------------------------------------------- | ------- |
| Manuel Frasquilho                | 1997 - 2000                                  | REFER   |
| Francisco Cardoso dos Reis       | 2000 - 2002                                  | REFER   |
| José Braamcamp Sobral            | 2002 - 2005                                  | REFER   |
| Luís Filipe Pardal               | 2005 - 2012                                  | REFER   |
| Rui Loureiro                     | 2012 - 2014                                  | REFER   |
| António Manuel Palma Ramalho     | 1 de Janeiro de 2015 a 31 de Julho de 2016   | IP      |
| António Carlos Laranjo da Silva  | 1 de Agosto de 2016 a 31 de Dezembro de 2021 | IP      |
| José Saturnino Sul Serrano Gordo | 1 de Janeiro de 2022 a 25 de Agosto de 2022  | IP      |
| Miguel Jorge de Campos Cruz      | desde 26 de Agosto de 2022                   | IP      |

## História

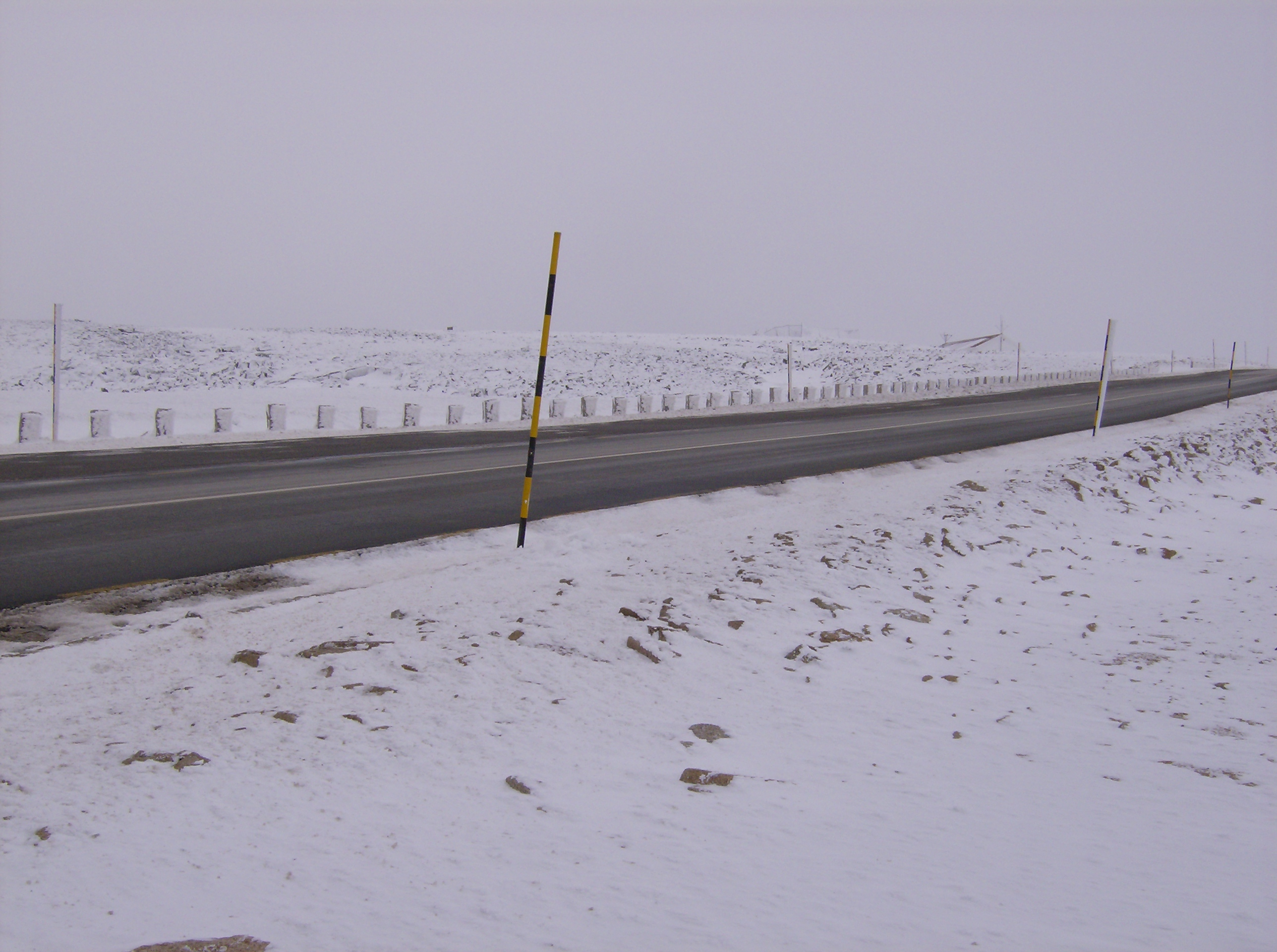
A limpeza de neve, necessária principalmente nas estradas da Serra da Estrela, é da competência da IP

### Antecedentes
A noção de que uma só entidade deveria ser responsável pela gestão de toda a rede ferroviária em Portugal continental, fundada pela Lei n.º 2008, publicada em 7 de Dezembro de 1945, permaneceu como a ideia dominante durante grande parte da segunda metade do Século XX; na transição da Década de 1980 para a de 1990, no entanto, verificou-se uma alteração nas tendências jurídicas portuguesas, que começaram a privilegiar o estado como organismo decisório do financiamento dos investimentos em infraestruturas de longa duração.

Assim, em 17 de Março de 1990, foi publicada a Lei n.º 10/90, mais conhecida como Lei de Bases do Sistema de Transportes Terrestres, que veio estabelecer as bases para uma separação entre a gestão das operações ferroviárias, que poderia ser efectuada por uma ou mais empresas, e a construção, renovação e conservação das infraestruturas ferroviárias, que deveria ficar a cargo do estado ou a uma entidade designada para essa função; desta forma, agilizavam-se os processos de investimento para a gestão das infraestruturas, modernizava-se a administração dos caminhos de ferro, aproximando-a do direito comunitário em vigor nesta área e permitindo uma resposta mais adequada às necessidades das empresas e populações, e permitia que mais empresas pudessem entrar no mercado da exploração de serviços ferroviários, através da criação de taxas de utilização das infraestruturas, método este que se já se havia tornado comum, nesta altura, nos vários países da Comunidade Económica Europeia.

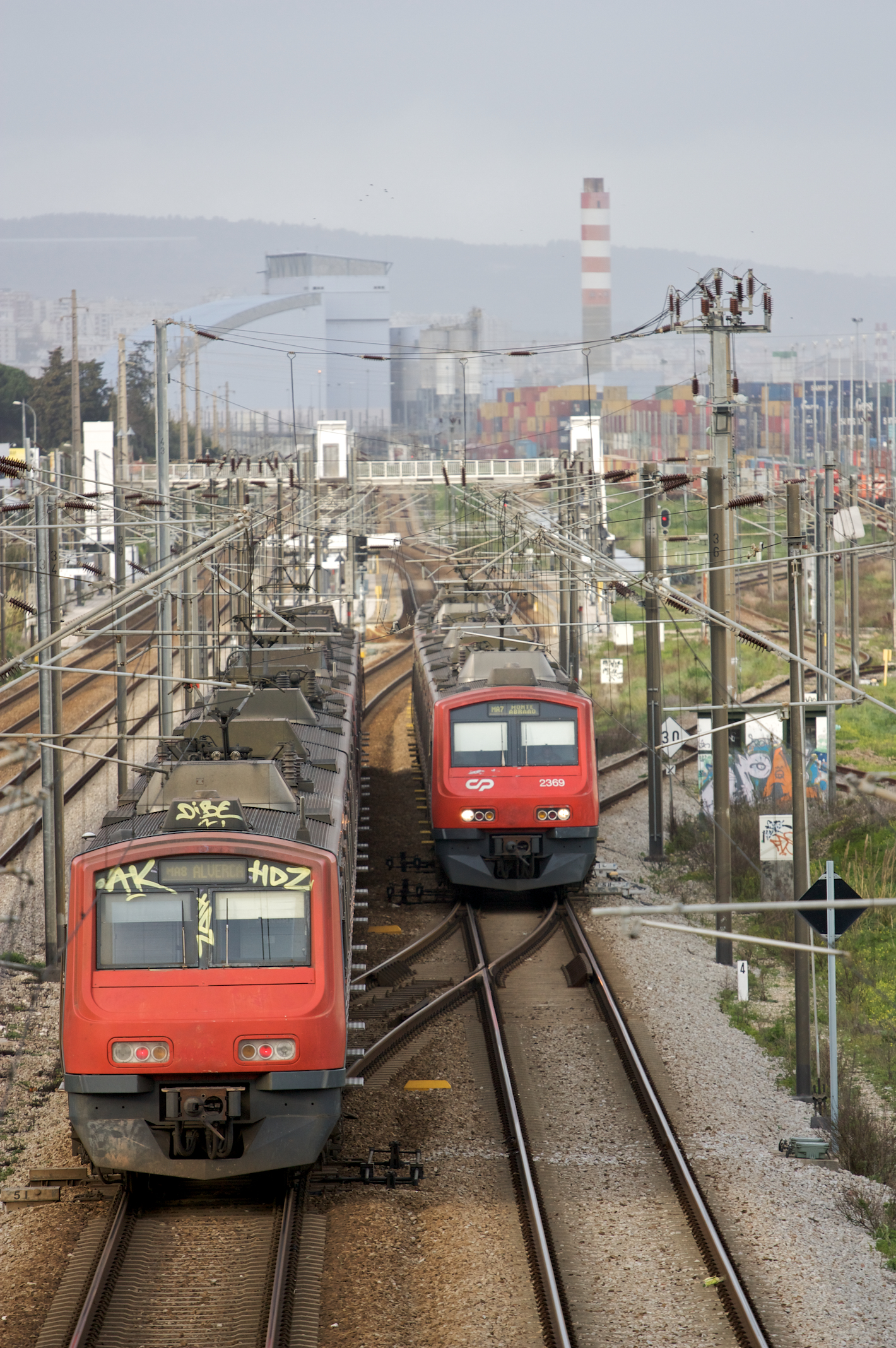
Na rede da IP as composições circulam tipicamente pela via esquerda

### Formação e Consolidação
Segundo estas orientações, foi fundada, pelo Decreto-Lei n.º 104/97, de 29 de Abril, a Rede Ferroviária Nacional — REFER, E. P., com o objectivo de específico de administrar as infraestruturas ferroviárias em Portugal; substituiu, igualmente, os Gabinetes do Nó Ferroviário de Lisboa, do Nó Ferroviário do Porto, e de Gestão das Obras de Instalação do Caminho de Ferro na Ponte sobre o Tejo em Lisboa, organismos estatais, que tinham sido criados com uma função similar à Rede Ferroviária Nacional, mas com uma influência territorial mais limitada.

Os primeiros anos de existência desta organização foram marcados por um esforço de consolidação, no qual se verificou a transferência das antigas infraestruturas e operações ferroviárias da transportadora Caminhos de Ferro Portugueses, entre Junho de 1997 e os finais de 1999. Desta cisão resultaram várias alterações na cultura e gestão ferroviárias, que forçaram a Rede Ferroviária Nacional a adaptar a sua organização, em 2001; uma das principais modificações foi a introdução de novas medidas de qualidade e segurança nos investimentos e na gestão ferroviárias, em acordo com as resoluções nas legislações portuguesa e comunitárias. Também se levou a cabo a modernização das actividades de Comando e Controlo da Circulação, através da reorganização da sua estrutura, de forma a se ajustar melhor às necessidades, e da introdução de novas tecnologias de gestão de circulação. A administração da capacidade das infraestruturas também sofreu modificações, tendo sido reduzido o número de efectivos, e instituídas novos mecanismos e aplicações de apoio. No entanto, vários problemas de financiamento por parte do Estado Português, não obstante as definições introduzidas pela legislação, levaram a Rede Ferroviária Nacional a apelar ao crédito.

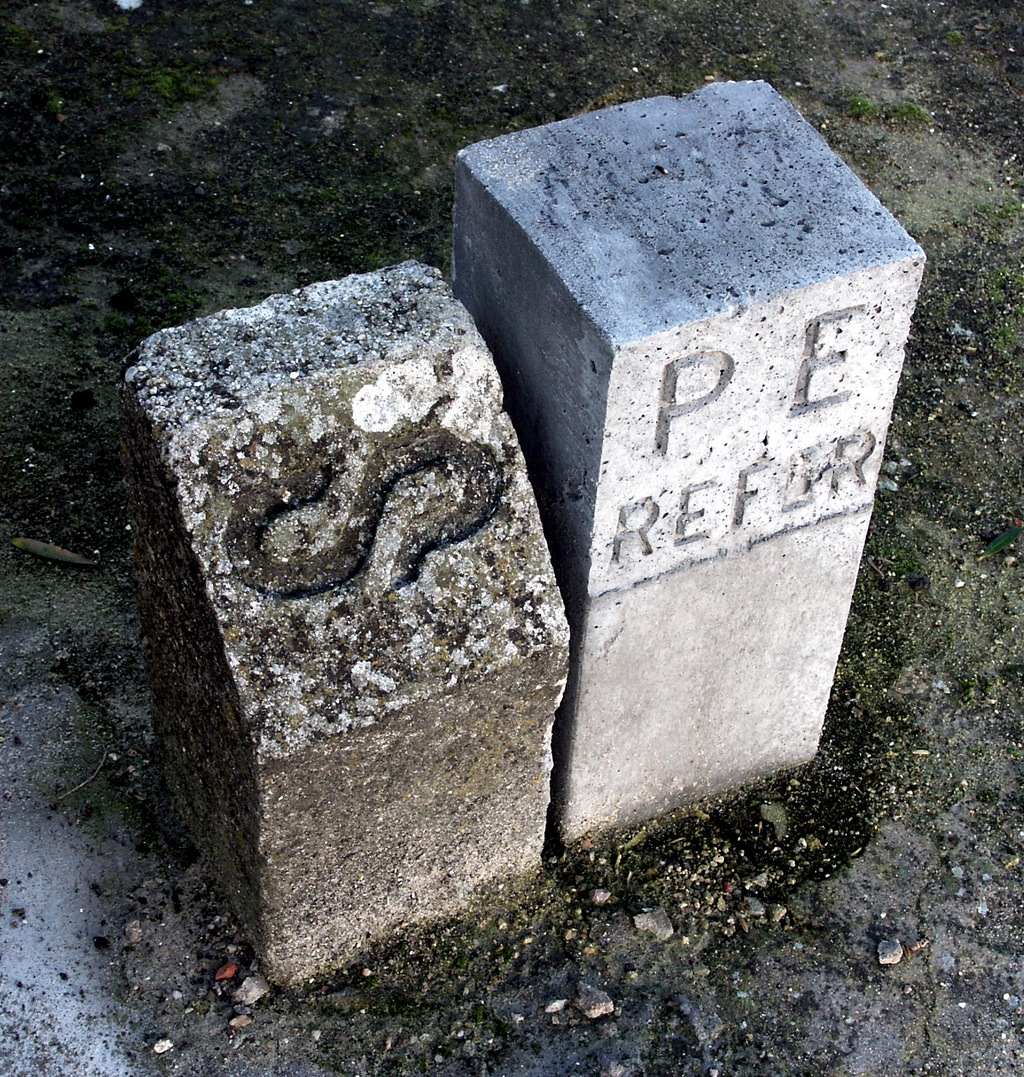
Marcos de Delimitação CP e REFER

### O Setor Rodoviário e Ferroviário em Portugal
O setor rodo e ferroviário em Portugal é tutelado pelo Ministério do Planeamento e das Infraestruturas, Secretaria de Estado das Infraestruturas. O modelo ferroviário português, inspirado na reforma do sector ferroviário preconizada pela União Europeia, compreende:
- O responsável pela regulação, supervisão e desenvolvimento do sector - Instituto da Mobilidade e dos Transportes;
- O gestor de infraestruturas - Infraestruturas de Portugal;
- O responsável pela reparação e reabilitação do material circulante - Comboios de Portugal;
- Os operadores de transporte de passageiros e de mercadorias - Comboios de Portugal, Fertagus, Medway e Takargo.

## Rede Infraestrutural

### Rede Rodoviária
Em 22 de Julho de 2024, a extensão total da rede é de 14 860 km sendo:
- IP (Itinerário Principal): 463 km
- IC (Itinerário Complementar): 1 807 km
- EN (Estrada Nacional ): 4 673 km
- ER (Estradas Regionais): 3 352 km
- ED (Estradas “desclassificadas”): 3 538 km

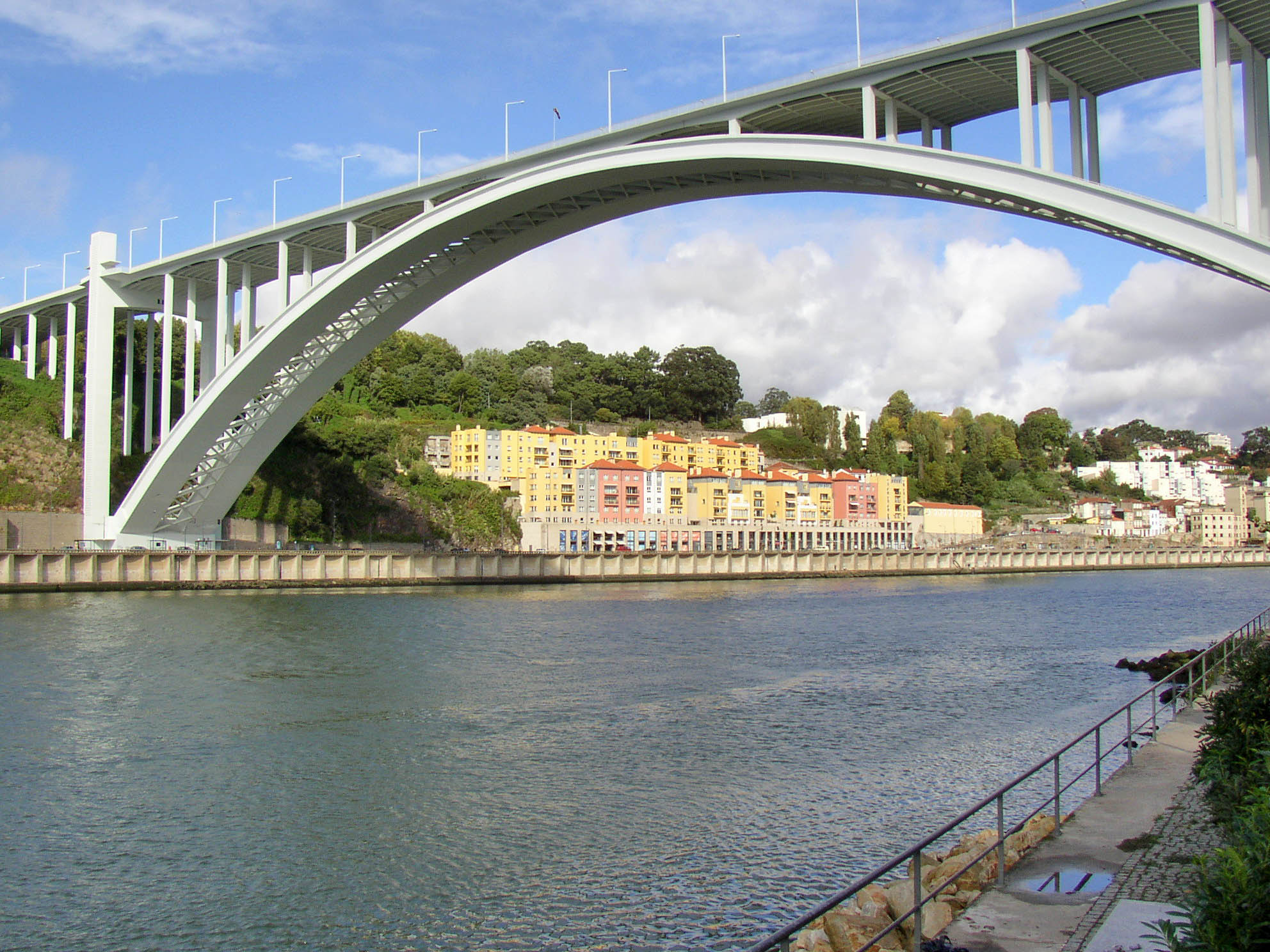
Ponte da Arrábida, sobre o rio Douro

#### Principais Vias de Alta Capacidade em Exploração:
- Ponte Internacional de Valença e acessos (IP1 variante de Valença)
- IC28 (Ponte de Lima-Ponte da Barca)
- VCI/IC23 (Via de Cintura Interna do Porto) com as pontes da Arrábida e do Freixo e acessos (A20)
- EN1/IC2 (Porto-Lisboa)
- Variante de Vilar Formoso (IP5)
- IP3 (Coimbra-Viseu)
- IC6 (IP3-Tábua)
- IC12 (Santa Comba Dão-Canas de Senhorim)

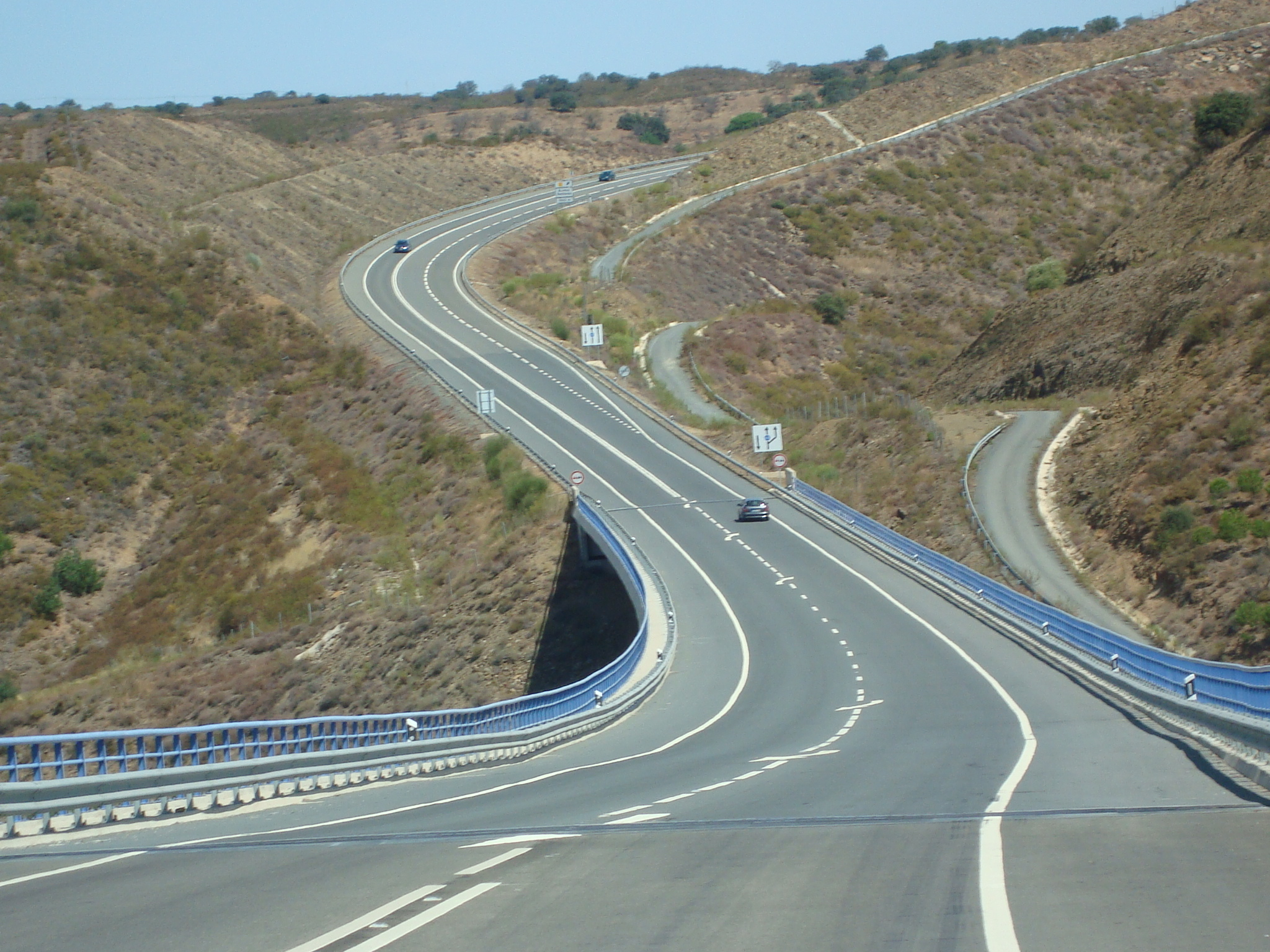
IC27 no interior do Algarve

- A23 (troço Entroncamento-Abrantes)
- IP2 no Alto Alentejo (Fratel-Estremoz)
- IP6 (Peniche-Óbidos)
- IC13 (Portalegre-Alter do Chão)
- Ponte Salgueiro Maia e acessos (IC10)
- Eixo Norte-Sul
- IC16 (Radial da Pontinha)
- CRIL/IC17 (Circular Regional Interna de Lisboa)

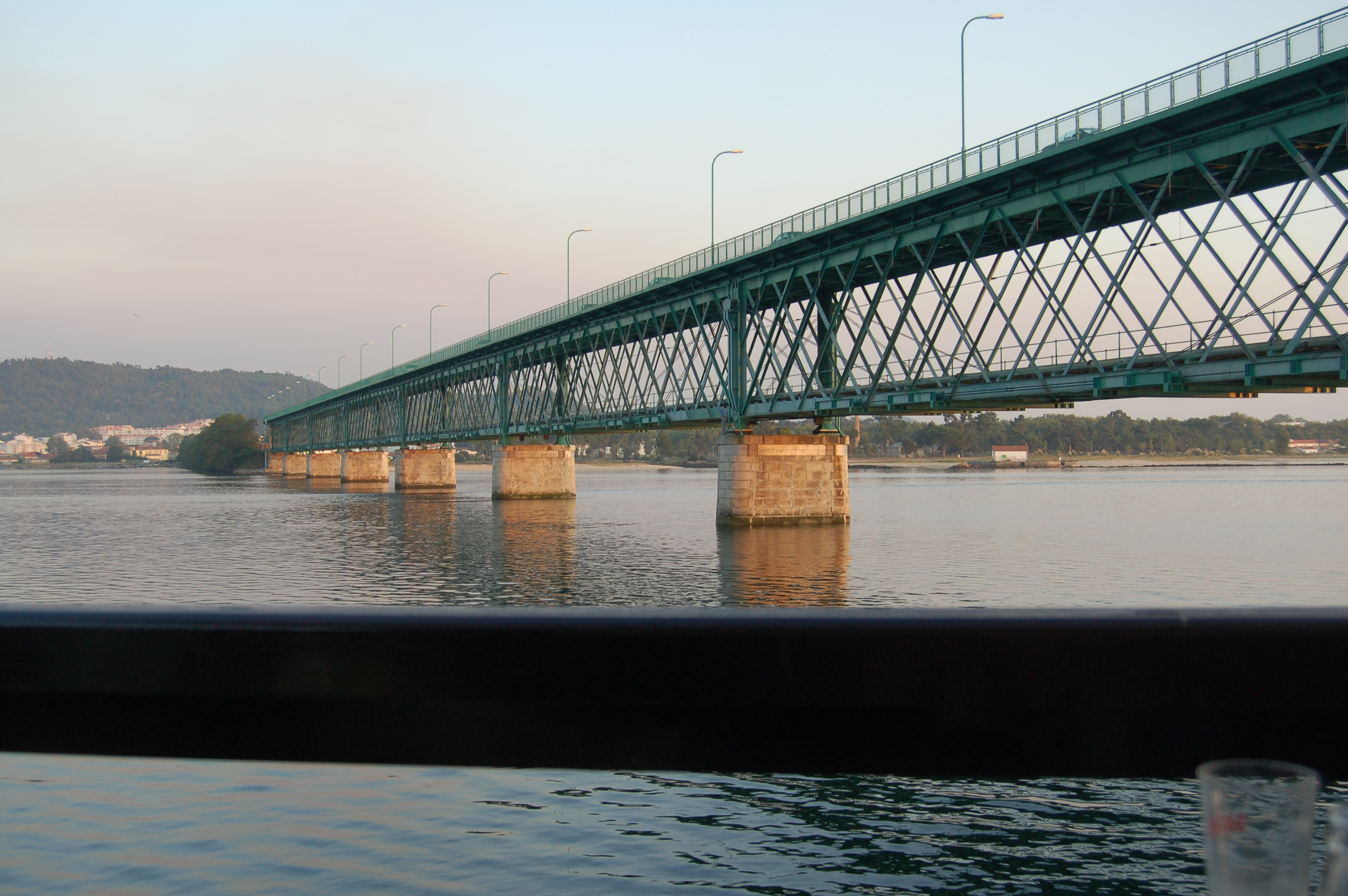
A Ponte Eiffel, em Viana do Castelo, serve a Linha Ferroviária do Minho e a Estrada Nacional 13

- IC19 (Radial de Sintra)
- IC22 (Radial de Odivelas)
- Eixo Norte-Sul
- IC1 (troço Grândola-Albufeira)
- IC27 (Alcoutim-Castro Marim)
- Ponte Internacional do Guadiana

### Rede Ferroviária

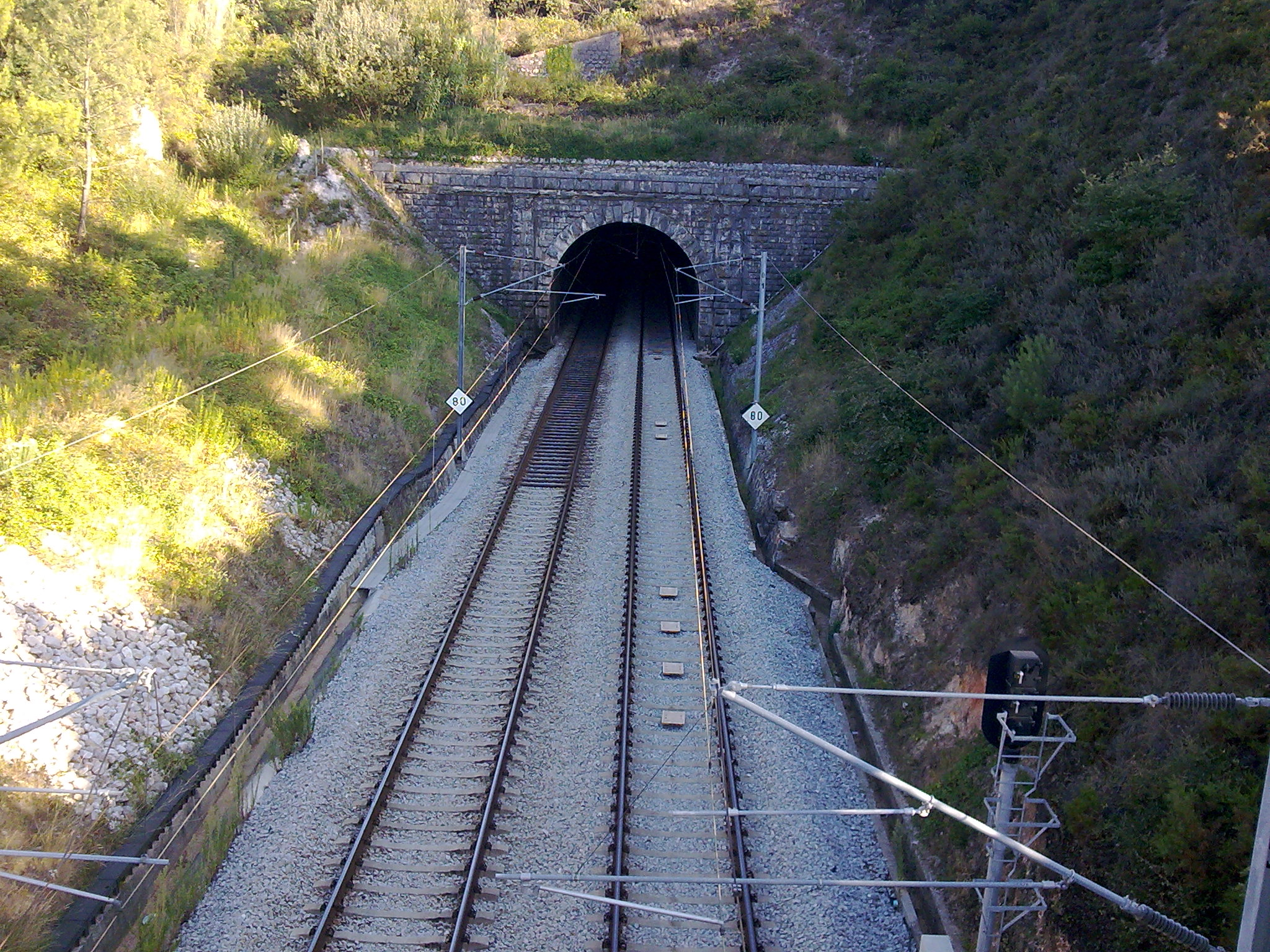
Túnel de Chão de Maçãs, na Linha do Norte

Em 22 de Julho de 2024, a extensão total da rede é de 3 621,6 km sendo:
- Linhas e Ramais em Exploração: 2 527 km
- Linhas e Ramais Eletrificados: 1 791 km

#### Principais Linhas Ferroviárias

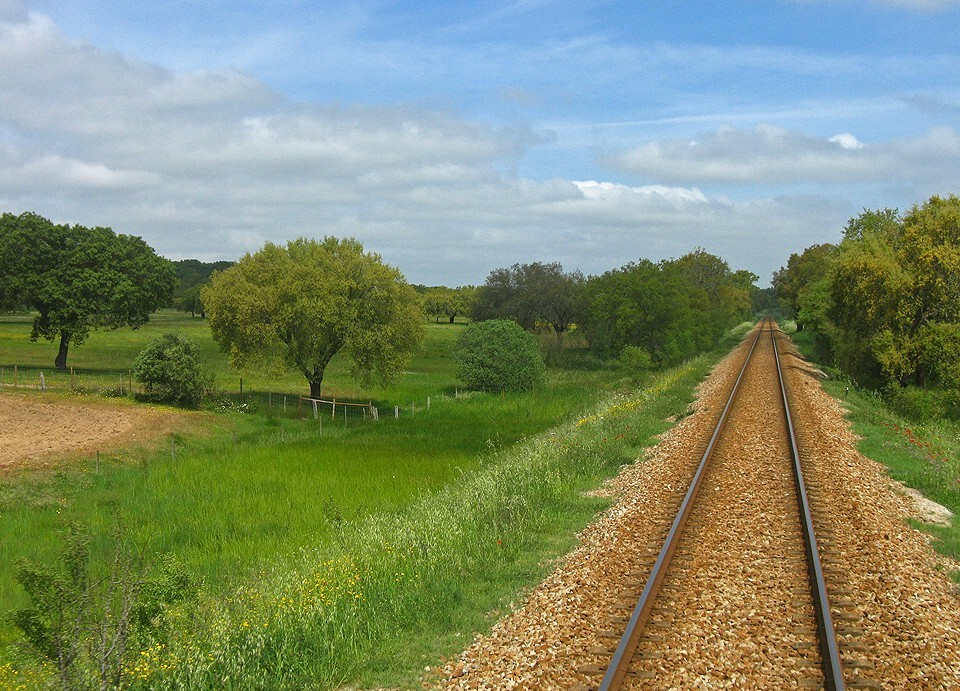
Linha do Alentejo

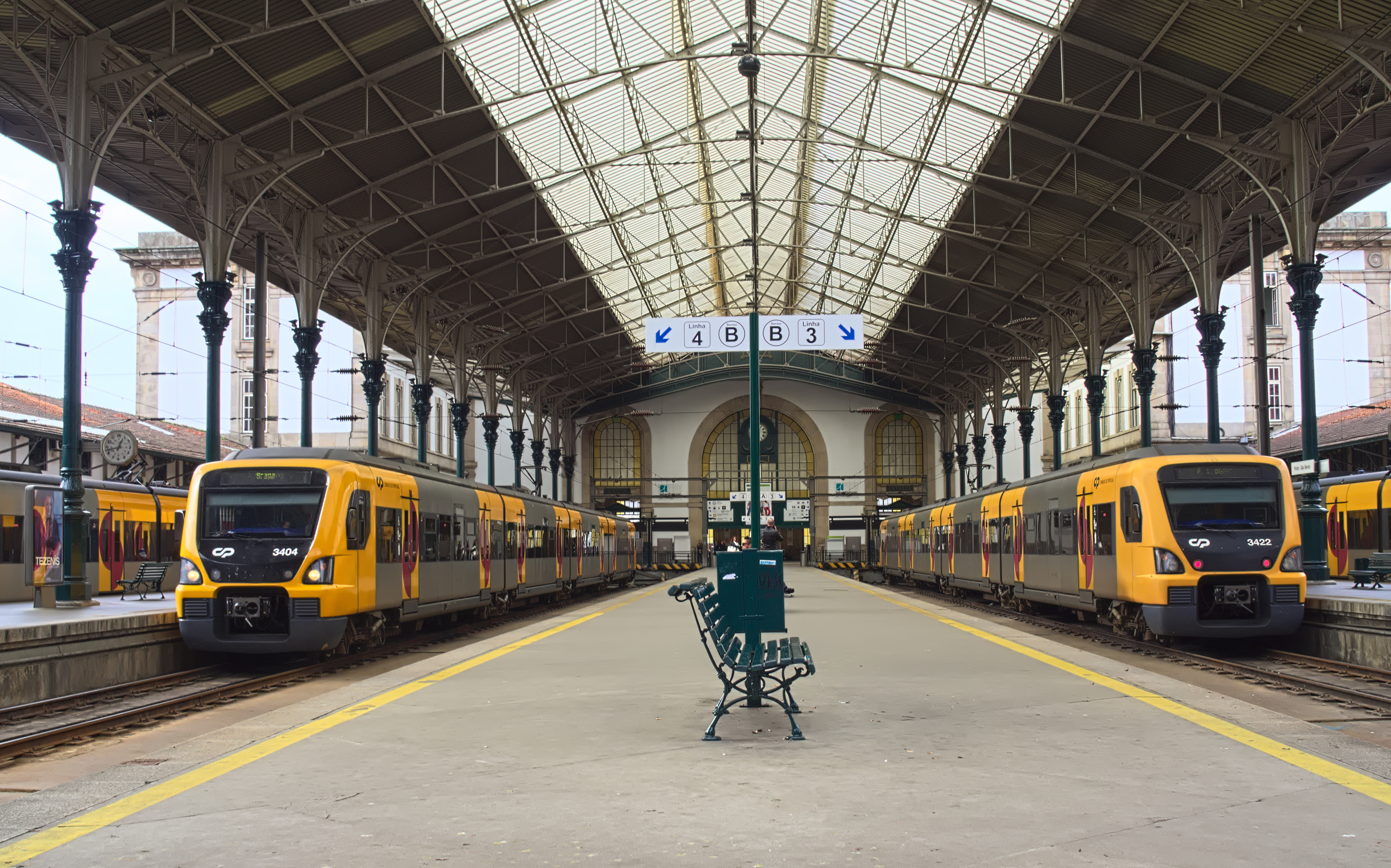
Estação de Porto-São Bento

- Linha do Minho
- Ramal de Braga
- Linha de Guimarães
- Linha do Douro
- Linha de Leixões
- Linha do NorteLinha do Alentejo
- Linha do Vouga e Ramal de Aveiro
- Linha da Beira Alta
- Ramal de Alfarelos
- Linha do Oeste
- Ramal de Tomar
- Ramal da Lousã
- Linha de Vendas Novas
- Linha do Leste
- Linha da Beira Baixa
- Linha de CinturaEstação de Porto-São Bento

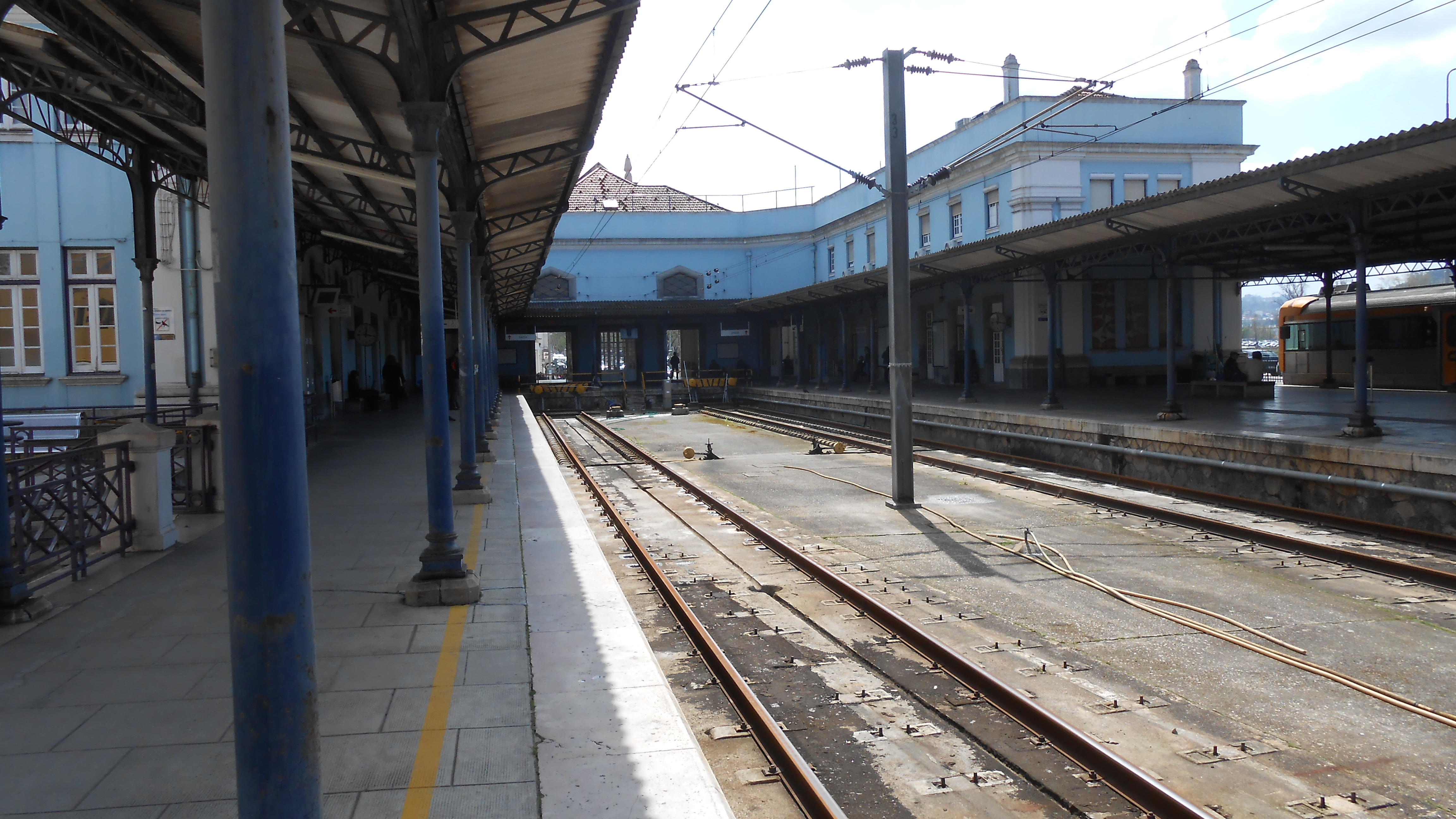
Estação de Coimbra

- Linha de Sintra
- Linha de Cascais
- Linha do Alentejo
- Linha de Évora
- Linha do Sul
- Linha do Algarve

#### Principais Estações Terminais

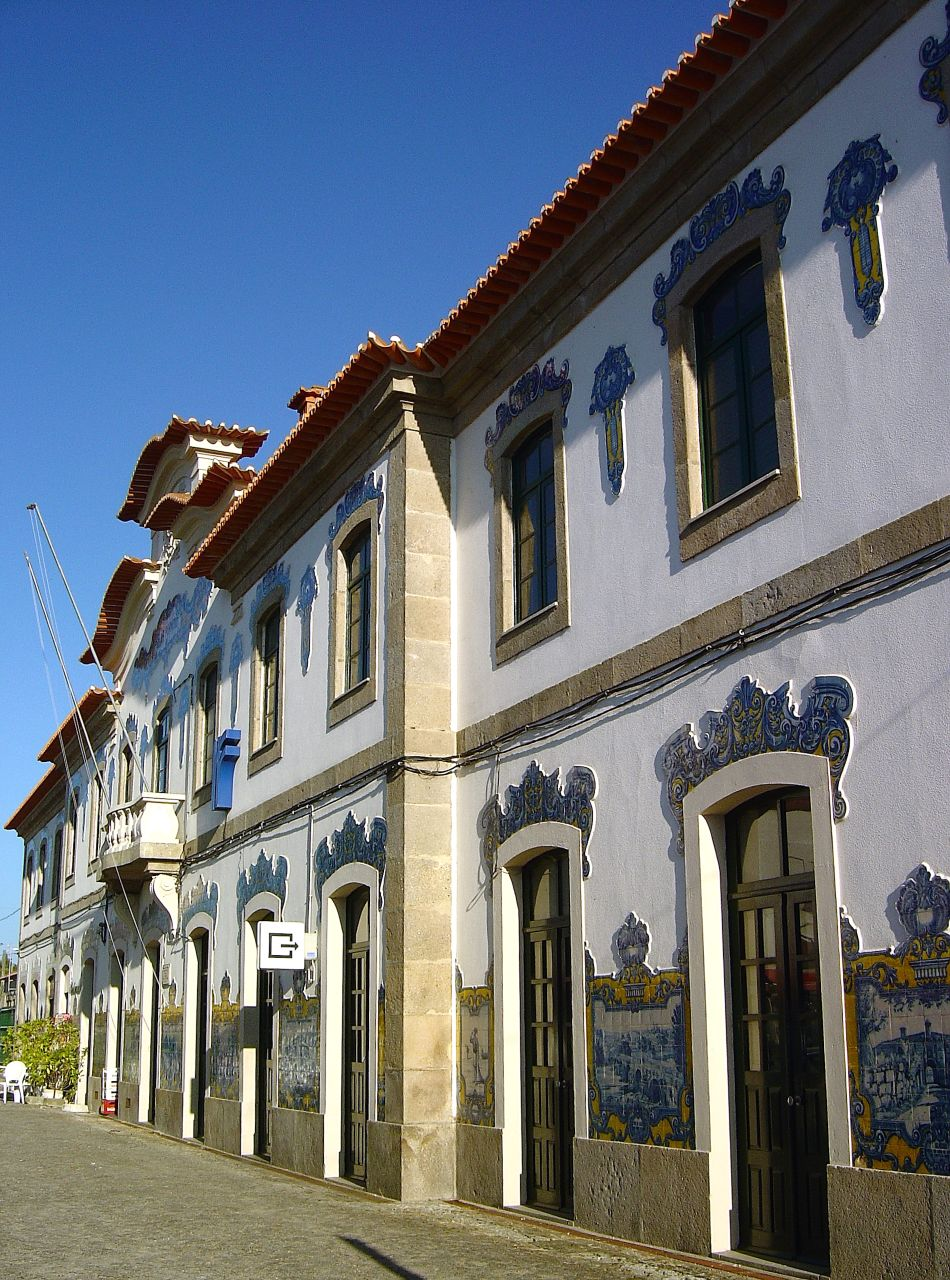
Estação de Vilar Formoso com os seus famosos painéis de azulejos representando diversos pontos de Portugal

Gere uma rede de mais de 900 estações/apeadeiros:
- Viana do Castelo
- Braga
- Guimarães
- Porto-São Bento
- Porto-Campanhã
- Régua
- PocinhoEstação de Vilar Formoso com os seus famosos painéis de azulejos representando diversos pontos de Portugal

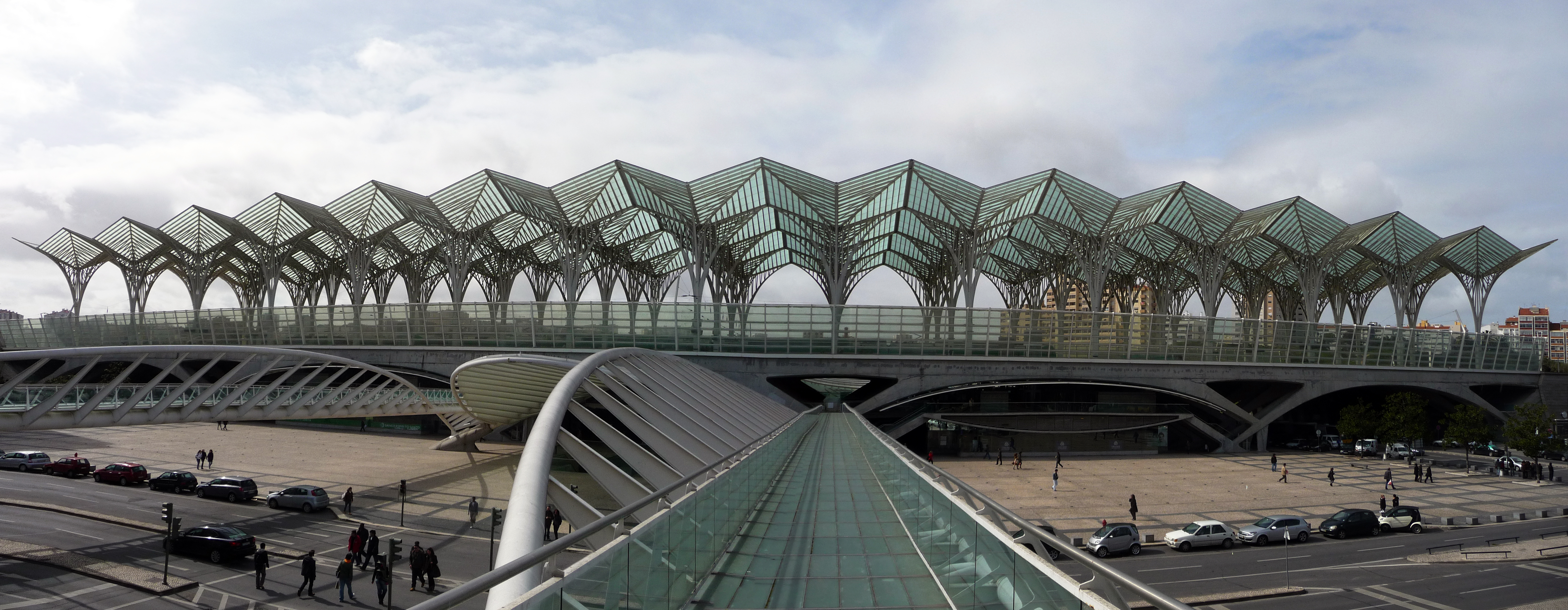
Gare do Oriente, em Lisboa

- Aveiro
- Guarda
- Coimbra-B
- Coimbra
- Figueira da Foz
- Gare do Oriente
- Lisboa-Santa Apolónia
- Rossio
- Cais do Sodré
- CascaisGare do Oriente, em Lisboa

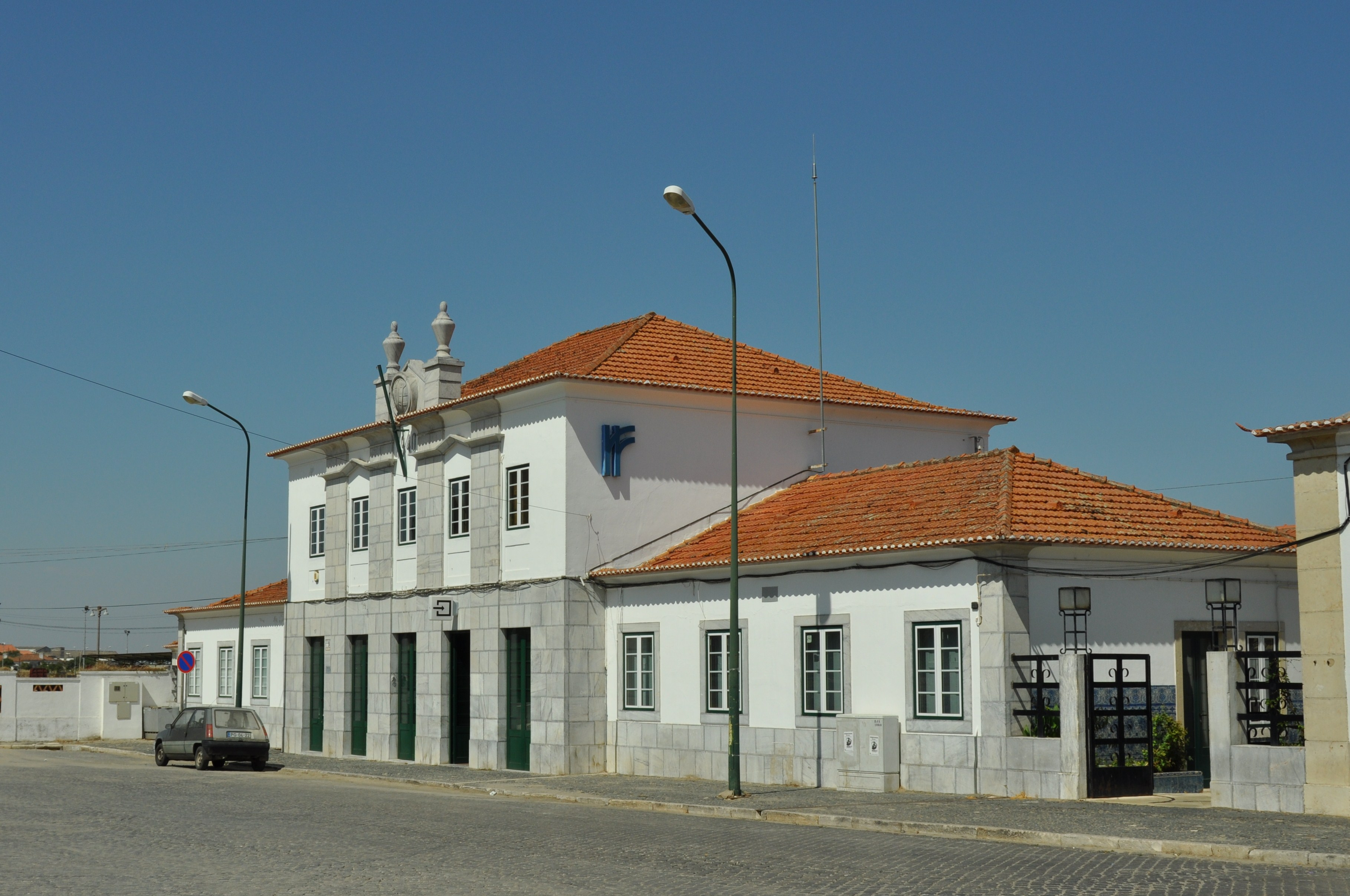
Estação de Beja

- Entrecampos
- Barreiro
- Setúbal
- Évora
- Beja

- Faro
- Lagos
- Vila Real de Santo António

#### Estações Fronteiriças

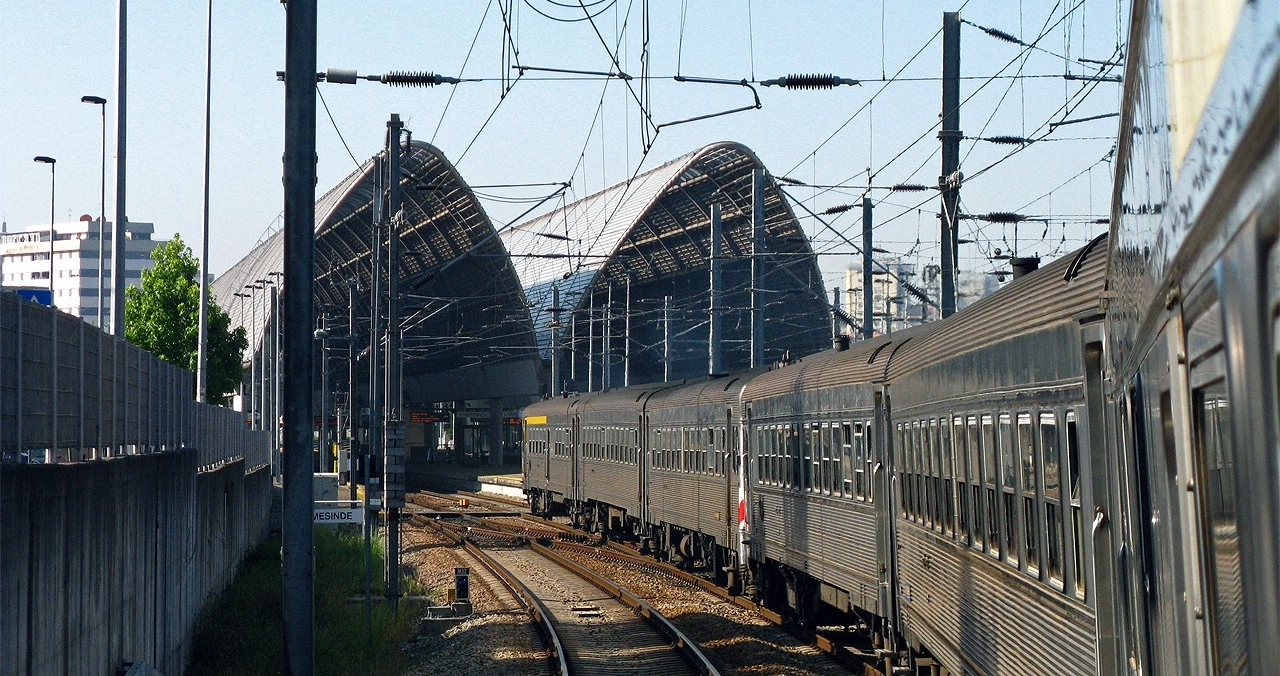
Estação de Ermesinde

- Valença
- Vilar Formoso
- Elvas

#### Outras Estações de Transbordo (nós ferroviários)

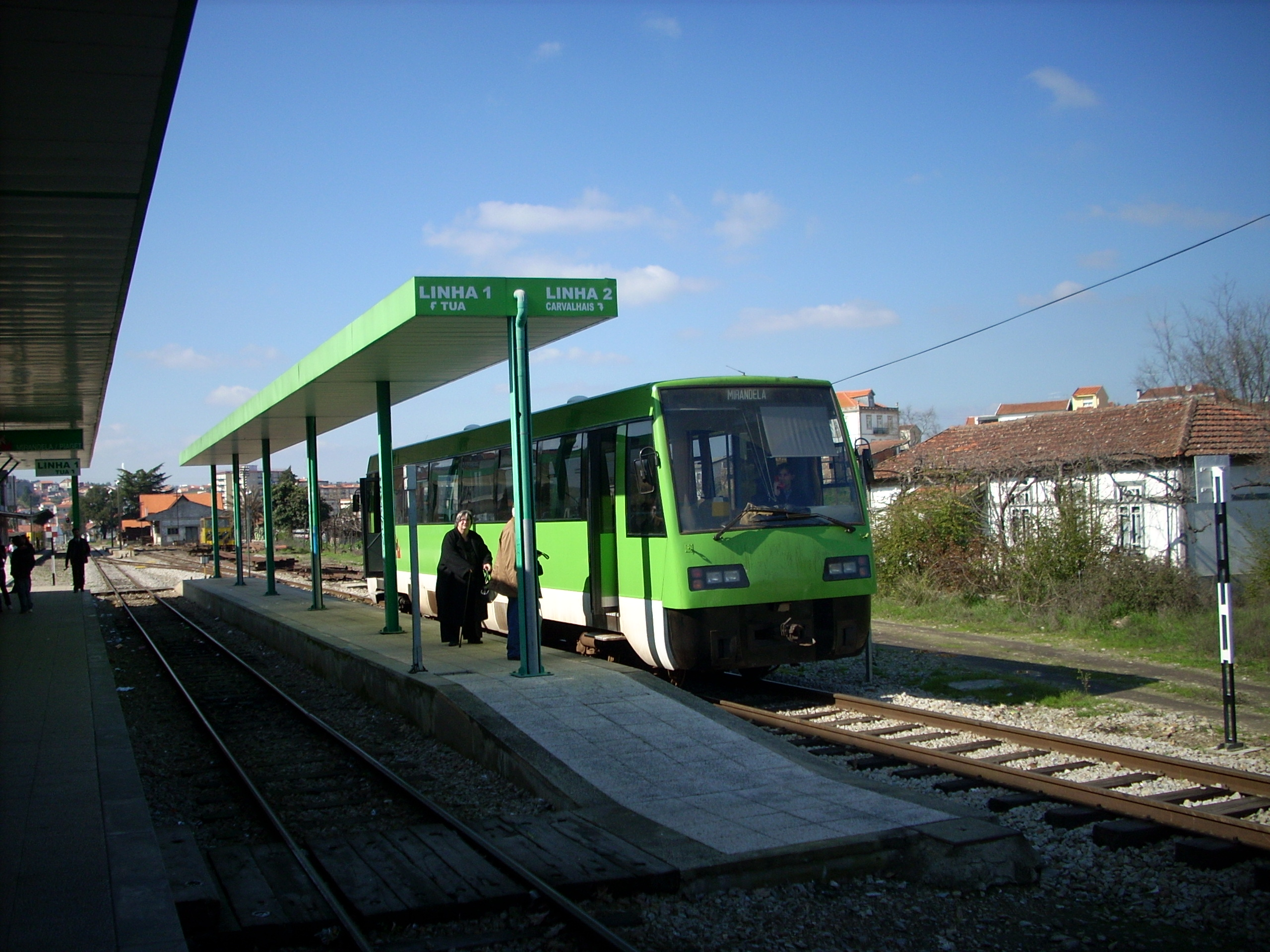
Estação de via estreita de Mirandela

- Nine
- Lousado
- Ermesinde
- Pampilhosa
- Alfarelos

- Bifurcação de Lares
- Lamarosa
- Entroncamento
- Abrantes
- Mira Sintra-Meleças
- Alcântara-Terra
- Pinhal Novo
- Casa Branca
- Tunes

#### Principais Estações de Via Estreita
- Mirandela
- Espinho-Vouga
- Sernada do Vouga
- Águeda